# Мужская сборная Ботсваны по баскетболу 3×3
Мужская сборная Ботсваны по баскетболу 3×3 представляет Ботсвану на международных соревнованиях по баскетболу 3×3. Управляющим органом является Ассоциация баскетбола Ботсваны (англ. Botswana Basketball Association, BBA).
По состоянию на 16 сентября 2024, мужская сборная Ботсваны по баскетболу 3×3 занимает 114-е место в мировом рейтинге ФИБА мужских сборных по баскетболу 3×3.

## Результаты выступлений
| Турнир           | Золото | Серебро | Бронза | Всего |
| ---------------- | ------ | ------- | ------ | ----- |
| Чемпионат Африки | —      | —       | —      | '—    |
| Африканские игры | —      | —       | —      | '—    |
| Итого            | —      | —       | —      | —     |

### Чемпионат Африки
| Год          | Место          | Игры           | Победы         | Поражения      | Состав команды                                                             |
| ------------ | -------------- | -------------- | -------------- | -------------- | -------------------------------------------------------------------------- |
| 2017—2018    | не участвовали | не участвовали | не участвовали | не участвовали | не участвовали                                                             |
| Кампала 2019 | 8              | 3              | 1              | 2              | Thuto Gaborone, Thebe Morwaagole, Kesaobaka Ndawanyana, Emmanuel Ramoshebi |
| Каир 2022    | 7              | 3              | 0              | 3              | Thuto Gaborone, Thebe Morwaagole, Kesaobaka Ndawanyana, Bushe Ramabu       |
| 2023—н. в.   | не участвовали | не участвовали | не участвовали | не участвовали | не участвовали                                                             |

### Африканские игры
| Год        | Место          | Игры           | Победы         | Поражения      | Состав команды                                                                   |
| ---------- | -------------- | -------------- | -------------- | -------------- | -------------------------------------------------------------------------------- |
| 2019       | не участвовали | не участвовали | не участвовали | не участвовали | не участвовали                                                                   |
| Аккра 2023 | 4              | 6              | 3              | 3              | Yaone Badisang, Dingane O.K Motswadira, Karabo Desmond Rabothaako, Motheo Batsho |